# Czagány Klaudia
Czagány Klaudia (pornószínésznői pályafutása alatt művészneve: Cindy Hope) (Budapest, 1985. augusztus 22. –) korábbi fotómodell, illetve ex-pornószínésznő.

## Élete
Elmondása szerint már kis korától a világ legjobb aktmodellje szeretett volna lenni. Ezen az úton is indult el, fotózták az FHM-nél és a CKM-nél is, utóbbinál címlaplány is volt 2009 februárjában. 
Azonban még ebben az évben, fotómodell karrierje közben fény derült felnőttfilmes múltjára – még 2006-ban, 21 évesen leforgatta első jelenetét. 2009 óta rendszeresen jelölték AVN díjra, de végül nem nyert. Például 2010-ben és 2011-ben is jelölték az év legjobb külföldi pornószínésznője díjra, amit végül Aleska Diamond nyert meg. Felnőttfilmes karrierje során olyan cégekkel dolgozott együtt, mint a Penthouse, New Sensations, a Brazzers vagy a VivThomas.com. Később együttműködött olyan oldalakkal is, mint Clips4sale; a K Lixen produkcióiban.
Utolsó jelenetét 2018-ban forgatta, összesen 138 filmben szerepelt aktív évei során.

## Érdekességek
Kedvenc szerzője Erich von Däniken. Magánéletében korábban sminkesként is tevékenykedett, még felnőttfilmes karrierje során két esetben volt sminkes is, jelenleg saját fodrászatot működtet. 2008 júliusában megnagyobbíttatta melleit.